# 主要官員問責制
主要官員問責制 とは、2002年7月1日より董建華行政長官の2期目のスタートと同時に導入された香港政府の組織改編である。高官問責制あるいは問責制とよばれることもある。司長と局長を公務員から政治任命ポストに変更した上で、全員を行政会議の官職メンバーとし、また行政長官に直接責任を負うものとした。また、局の再編を併せて行い、16局から11局に統廃合された。

## 経緯
それ以前の香港政府では、行政長官と一部の司長を除き、政府の重要役職はほぼ全員が公務員であった。行政長官の下には司長がおり、この司長の内、政務司司長が全ての局長を指導する立場にあった。財政司司長も経済関係の局長を指導していた。そのため、政務司司長の権限が比較的強く、また香港政府の政策決定は公務員主導のボトムアップ型であった。しかし、董は自身の権限を強化したいと考えており、また、最初の政務司司長であった陳方安生と対立することが多かった。そのため、司長の権限を削減するため、問責制を導入した。

### 導入後に起きた問題
問責制の導入により、公務員の最高位は政務司司長から局長の下に設けられた常任秘書長となった。公務員の俸給体系上、従来の局長と新しい常任秘書長は同格とされる。つまり、問責制導入後の局長は、従来の局長よりも給与が高い。また、これに併せて、司長や行政長官の給与も増額された。これは、新しい局長や司長には、企業・財界から人材登用を行うためであり、実際の企業の幹部の所得水準と比較すれば、まだ安いと政府側は主張した。
しかし、問責制に対しては、民主派などからの批判も寄せられた。それは、問責制と言っても、高官の任命には議会である立法会の承認が必要無い。そのため、全て行政長官のお気に入りばかりであり、香港政府の中立性が失われる恐れがある。また、そのような高官が問題を起こしても、行政長官の指示に基づいた行為であれば、実際には責任を問われる可能性は少ない。したがって、新しい制度の導入に、文字通りの意義は無いのである。
実際に、董は、レクサスゲートを引き起こした梁錦松財政司司長や、香港基本法23条に基づく国家安全条例に関する立法会答弁の際に暴言を吐いた葉劉淑儀保安局長などを庇い、解任を拒んだ。董に対する辞任要求も湧きあがり、2003年7月1日の50万人デモにつながった。このデモの後、ようやく梁と葉劉は辞任した。

### 現在
形式的には、現在も問責制が存続している。しかし、2005年7月に就任した曽蔭権行政長官は行政会議の非官職メンバーを追加して、3司長11局長は同会議において少数派となった。また、2007年7月より局が12局となる予定である。